# Day of the Dead (2008)
Day of the Dead é um filme de terror americano dirigido por Steve Miner, lançado no ano de 2008. O filme é um remake de Day of the Dead de George A. Romero lançado em 1985.

## Elenco
- Mena Suvari — Sarah Bowman
- Nick Cannon — Salazar
- Michael Welch — Trevor Bowman
- AnnaLynne McCord — Nina
- Stark Sands — Bud Crain
- Matt Rippy — Dr. Logan
- Ian McNeice — DJ Paul
- Christa Campbell — Srs. Leitner
- Ving Rhames — Capt. Rhodes